# Heckler & Koch MG4
Heckel & Koch MG4 je sodobni lahki mitraljez, ki ga proizvaja nemški koncern Heckler & Koch.
Mitraljez je bil skonstruiran za potrebe nemškega projekta Infanterist der Zukunft (vojak 21. stoletja) in je zasnovan kot orožje za podporo oddelka. Zaradi tega je mitraljez lahek in uporablja standardno strelivo standarda NATO, saj ima vojak, oborožen s tem mitraljezom enake naloge kot ostali vojaki v oddelku, le da ima večjo ognjeno moč. Mitraljez je bil izdelan kot dopolnilno in ne nadomestno orožje za težki mitraljez Rheinmetall MG3, ki ostaja v uporabi. V prototipni fazi se je orožje imenovalo Heckler & Koch MG43.
Mitraljez je povsem primerljiv z mitraljezom FN Minimi, ki ga uporablja tudi Slovenska vojska, le da ima večjo hitrost izstrelka na ustju cevi. Nanj se lahko namestijo tudi standardne NATO nožice za preciznejše streljanje. Na mitraljez se na vodilo tipa picatinny, ki je nameščeno na zgornji zadnji del ogrodja, lahko nameščajo različne optične ali elektronske namerilne naprave. Te se na mitraljez nameščajo brez poseganja v orožje. Poleg tega so na mitraljezu nameščeni tudi klasični odprti po višini in smeri nastavljivi tritočkovni merki.
MG4 ima ročno varovalko, ki ima dva položaja; zaklenjeno in neprekinjen rafal. Varovalka se nahaja na zgornji levi strani pištolskega ročaja.
V prihodnosti naj bi se ta mitraljez nameščal kot pomožno orožje na vozila Puma IFV.